# Amalja Scharojan
Amalja Scharojan (armenisch Ամալյա Շառոյան; englisch Amaliya Sharoyan; * 19. Juni 1988 in Jerewan, Armenische SSR, Sowjetunion) ist eine ehemalige armenische Leichtathletin, die im Hürdenlauf sowie im Weitsprung an den Start ging. Aktuell ist sie Inhaberin der Landesrekorde im 400-Meter-Lauf sowie über 400 m Hürden.

## Sportliche Laufbahn
Erste internationale Erfahrungen sammelte Amalja Scharojan im Jahr 2010, als sie bei den Europameisterschaften in Barcelona mit 1:03,37 min in der ersten Runde im 400-Meter-Hürdenlauf ausschied. Im Jahr darauf schied sie bei den Halleneuropameisterschaften in Paris mit 56,08 s in der Vorrunde über 400 Meter aus und Ende August kam sie bei den Weltmeisterschaften in Daegu mit 58,54 s nicht über den Vorlauf über 400 m Hürden hinaus. 2012 schied sie bei den Hallenweltmeisterschaften in Istanbul mit 56,41 s in der ersten Runde im 400-Meter-Lauf aus und im Juni schied sie bei den Europameisterschaften in Helsinki mit 58,71 s in der Vorrunde über 400 m Hürden aus. Im Jahr darauf verpasste sie bei den Halleneuropameisterschaften in Göteborg mit 56,35 s den Finaleinzug über 400 Meter und im August schied sie bei den Weltmeisterschaften in Moskau mit 58,97 s in der ersten Runde über 400 m Hürden aus. Anschließend kam sie bei den Spielen der Frankophonie in Nizza mit 59,90 s nicht über den Vorlauf hinaus. 2014 schied sie bei den Europameisterschaften in Zürich mit 56,49 s in der Vorrunde über 400 Meter aus und im Jahr darauf schied sie bei den Halleneuropameisterschaften in Prag mit 54,24 s ebenfalls in der Vorrunde aus. Im August kam sie dann bei den Weltmeisterschaften in Peking mit 54,16 s nicht über den Vorlauf Vorlauf hinaus. 2016 entschied sie bei den Balkan-Hallenmeisterschaften in Istanbul in 55,83 s das B-Finale über 400 Meter für sich belegte im Weitsprung mit 5,85 m den fünften Platz. Zudem belegte sie mit der armenischen 4-mal-400-Meter-Staffel in 3:49,18 min Rang vier.  Anschließend schied sie bei den Hallenweltmeisterschaften in Portland mit 55,13 s in der ersten Runde aus und im August schied sie bei den Olympischen Sommerspielen in Rio de Janeiro mit 5,95 m in der Qualifikationsrunde im Weitsprung aus. 2017 schied sie bei den Halleneuropameisterschaften in Belgrad mit 56,07 s in der Vorrunde über 400 Meter aus und im Jahr darauf gelangte sie bei den Balkan-Meisterschaften in Stara Sagora mit 56,75 s auf Rang vier im B-Lauf. Daraufhin beendete sie ihre aktive sportliche Karriere im Alter von 30 Jahren.
2015 wurde Scharojan armenische Meisterin im 400-Meter-Lauf.

## Persönliche Bestleistungen
- 400 Meter: 54,38 s, 28. Mai 2015 in Sotschi (armenischer Rekord)
  - 400 Meter (Halle): 54,24 s, 6. März 2015 in Prag (armenischer Rekord)
- 400 m Hürden: 57,97 s, 12. August 2013 in Moskau (armenischer Rekord)
- Weitsprung: 6,72 m (+0,8 m/s), 21. Mai 2016 in Elbasan